# خربة الرعدية
خربة الرعدية هي قرية فلسطينية صغيرة تقع في غرب محافظة جنين وتبعد عن المدينة حوالي 25 كيلومترا، وترتفع القرية عن سطح البحر حوالي الـ 430 متر، وتتبع إدارياً بتصنيف الحكم المحلي الفلسطيني مجلس قروي ظهر المالح. يخترق حدودها جدار الفصل العنصري الذي بنته إسرائيل في الضفة الغربية عام 2003.

## سكان القرية
تسكن القرية حوالي 60 نسمة، وجميعهم من عائلة المحاجنة، وقد لجؤوا في نكبة عام 1948 من أم الفحم ومنطقة قريبة لها تسمى منطقة اللجُّون، وقد استقروا في المكان في عام 1972 بعد عدة تنقلات بين قرى طورة الغربية وطورة الشرقية وظهر المالح.
تتنوع موارد دخل أهل القرية بين العمل في الوظائف العمومية، وحوالات الأقارب العاملين في دول الخليج، والمداخيل من الزراعة والعمل في داخل الأراضي المحتلة عام 1948م.[بحاجة لمصدر]

## الموقع
تقع القرية على بعد 25 كيلومترا إلى الغرب مدينة جنين، وإلى الشمال من بلدة يعبد، وتحدها من الغرب قرية ومحمية أم الريحان، وبلدة برطعة إلى الجنوب الغربي، ومن الجنوب طورة الغربية، ومن الشرق قرية ظهر المالح التي تتبعها الرعدية إداريا، ومن الشمال قرية عانين التي تبعد عنها حوالي 5 كيلومترات. تبلغ مساحة القرية الـ 60 دونما، جزء منها مزروع بأشجار الزيتون.
تقع إلى الغرب منها محمية أم الريحان (العَمْرة، أو أحراش يعبد)، وهي منطقة غابات طبيعية كثيفة تصل مساحتها إلى حوالي ثلاثة آلاف دونم، وهي مكان طبيعي مهم لكثرة تنوع الكائنات الحية من حيوانات وطيور ونبات وأشجار كبيرة الحجم ومعمرة.

## معاناة في ظل الاحتلال الإسرائيلي

### سياسات الاحتلال في المنطقة «ج»
تقع القرية ضمن الأراضي التي تصنفها ملحقات اتفاقية أوسلو بالمنطقة «ج» أو "C"، وتمنع سلطات الاحتلال الفلسطينيين من إقامة بنى تحتية في هذه المنطقة. تعاني القرية من نقص في بنى التحتية والخدمات، وعلى رأسها نقص في التيار الكهربائي، حيث تصلها الكهرباء 5 ساعات فقط في اليوم. كما منعت سلطات الاحتلال بناء مدرسة ومسجد في المكان، وترفض إصدار تراخيص للبناء في القرية، وقد تعرضت عدة بيوت ومنشآت للهدم بحجة عدم الترخيص.

### عزل وبوابات
يخترق الجدار الإسرائيلي حدود القرية ويفصل قرى غرب جنين عن محيطها، ويغلق الجانب الجنوبي من الرعدية. إضافة إلى ذلك فقد أقام الجيش الإسرائيلي معسكراً في غرب القرية يفصل الرعدية عن قرية ظهر المالح. تحدد الحواجز والجدار حركة أهالي القرية، وتجبرهم على على الدخول والخروج عبر بوابات تفتح في ساعات محددة من الساعة السابعة صباحا إلى العاشرة مساءا وبعد استصدار تصاريح خاصة تمكنهم من العبور إلى أماكن العمل والدراسية في القرى المجاورة.

### المستعمرات المحيطة بالقرية
تحاصر القرية مستعمرات «شاكيد» التي تقع على بعد 2 كيلو مترًا إلى الشمال الشرقي، و«حانيت» و«تل منشة» ومدرسة «عومر» الاستيطانية إلى الشمال، وريحان في الجنوب الغربي على بعد حوالي 2 كم.